# Octonautas (desambiguação)
Octonautas pode-se referir a:
- Octonautas, série de animação em CGI de 2010 produzida por Brown Bag Films e Silvergate Media, transmitida pelo Discovery Kids no Brasil e Canal Panda e Disney Junior em Portugal em 2010, retorno à TV Cultura em 2023 e na RTP2 no Brasil e em Portugal e originalmente pelo CBeebies em 2010. [1][2][3][4]
- Octonautas: Missão Planeta, série de animação de 2021 produzida por Silvergate Media e Mainframe Studios para a Netflix.[5]
- The Octonauts, série de livros da Meomi Design publicados entre 2006 e 2012 no Canadá por Vicki Wong e Michael C. Murphy.[6]

1. ↑  «Octonautas no Discovery Kids em 18 de outubro de 2010 às 7h30 (Horário de Brasília)». Facebook. 17 de outubro de 2010. Consultado em 11 de dezembro de 2024
2. ↑  «Disney Junior estreia «Octonautas»». 19 de junho de 2015. Consultado em 11 de dezembro de 2024
3. ↑  Portugal, Rádio e Televisão de. «Octonautas - Infantis e Juvenis - RTP». www.rtp.pt. Consultado em 11 de dezembro de 2024
4. ↑  «Programa». Canal Panda Portugal (em inglês). Consultado em 11 de dezembro de 2024
5. ↑  «Octonautas: Missão Planeta no TMDB». TMDB (The Movie Database). 8 de setembro de 2021. Consultado em 11 de dezembro de 2024
6. ↑  «the Octonauts : Books». www.octonauts.com. Consultado em 11 de dezembro de 2024